# Viburnum witteanum
Viburnum witteanum är en desmeknoppsväxtart som beskrevs av Graebner. Viburnum witteanum ingår i släktet olvonsläktet, och familjen desmeknoppsväxter. Inga underarter finns listade i Catalogue of Life.